# Argoules
Argoules és un municipi francès situat al departament del Somme i a la regió dels Alts de França. L'any 2007 tenia 335 habitants.

## Demografia

### Població

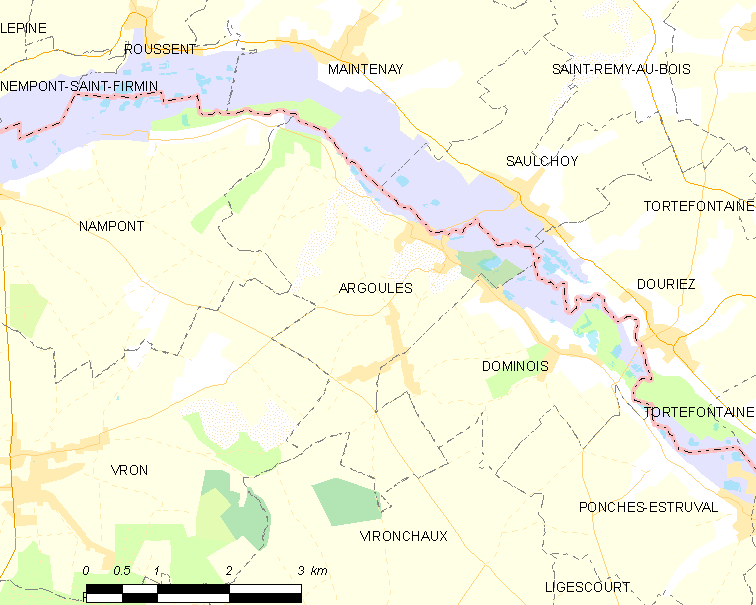

El 2007 la població de fet d'Argoules era de 335 persones. Hi havia 100 famílies de les quals 28 eren unipersonals (12 homes vivint sols i 16 dones vivint soles), 44 parelles sense fills, 24 parelles amb fills i 4 famílies monoparentals amb fills.

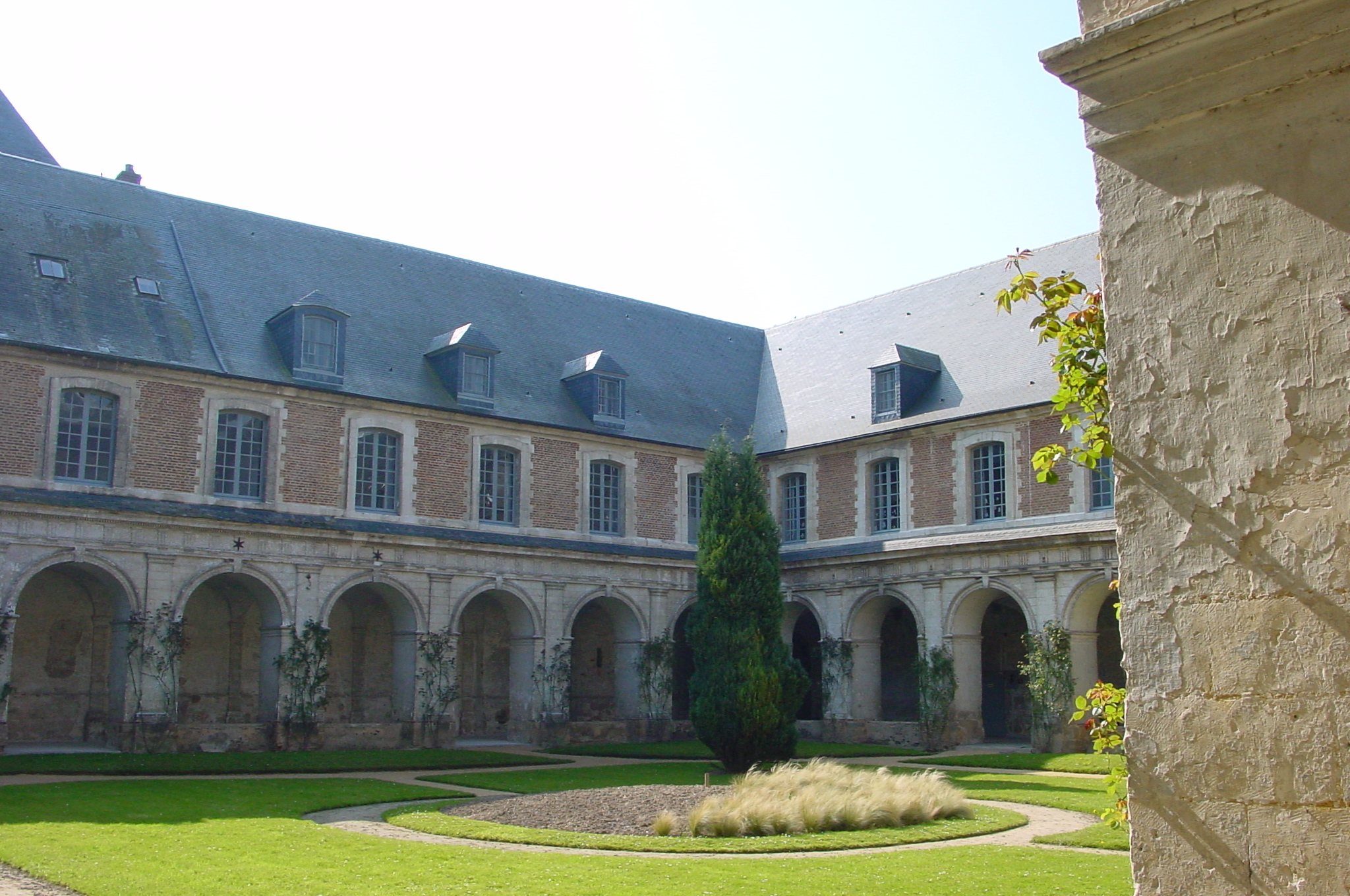
claustre

La població ha evolucionat segons el següent gràfic:
Habitants censats

### Habitatges
El 2007 hi havia 161 habitatges, 101 eren l'habitatge principal de la família, 46 eren segones residències i 14 estaven desocupats. 158 eren cases i 1 era un apartament. Dels 101 habitatges principals, 83 estaven ocupats pels seus propietaris, 15 estaven llogats i ocupats pels llogaters i 3 estaven cedits a títol gratuït; 1 tenia una cambra, 3 en tenien dues, 11 en tenien tres, 13 en tenien quatre i 73 en tenien cinc o més. 76 habitatges disposaven pel capbaix d'una plaça de pàrquing. A 57 habitatges hi havia un automòbil i a 37 n'hi havia dos o més.

### Piràmide de població

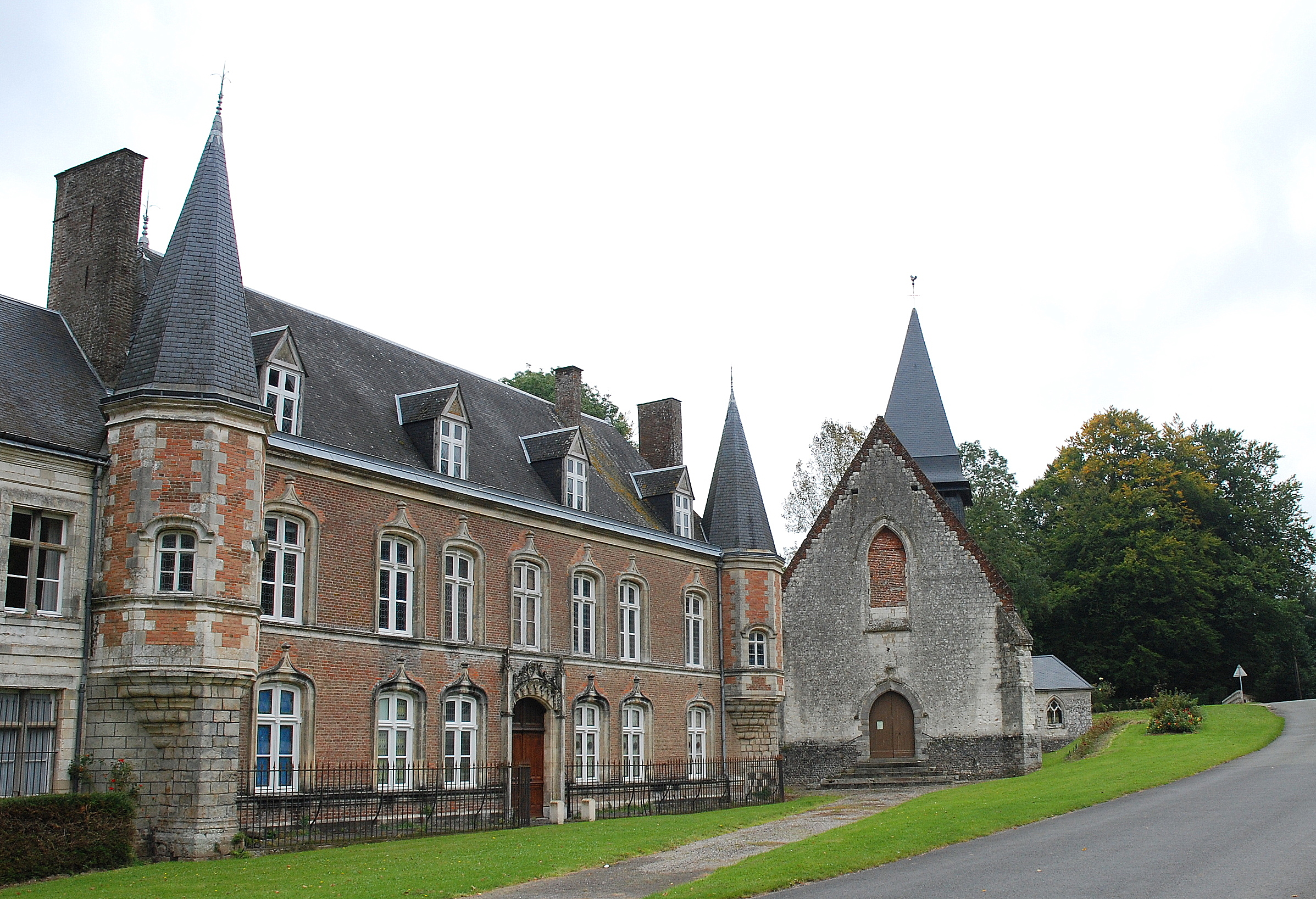

La piràmide de població per edats i sexe el 2009 era:
| Homes | Edats   | Dones |
| ----- | ------- | ----- |
| 0     | 95 o +  | 0     |
| 0     | 90 a 94 | 0     |
| 8     | 85 a 89 | 4     |
| 0     | 80 a 84 | 8     |
| 4     | 75 a 79 | 8     |
| 4     | 70 a 74 | 16    |
| 8     | 65 a 69 | 8     |
| 20    | 60 a 64 | 8     |
| 0     | 55 a 59 | 8     |
| 8     | 50 a 54 | 4     |
| 8     | 45 a 49 | 8     |
| 4     | 40 a 44 | 8     |
| 12    | 35 a 39 | 16    |
| 4     | 30 a 34 | 0     |
| 4     | 25 a 29 | 0     |
| 0     | 20 a 24 | 4     |
| 12    | 15 a 19 | 4     |
| 48    | 10 a 14 | 20    |
| 20    | 5 a 9   | 16    |
| 8     | 0 a 4   | 12    |

## Economia

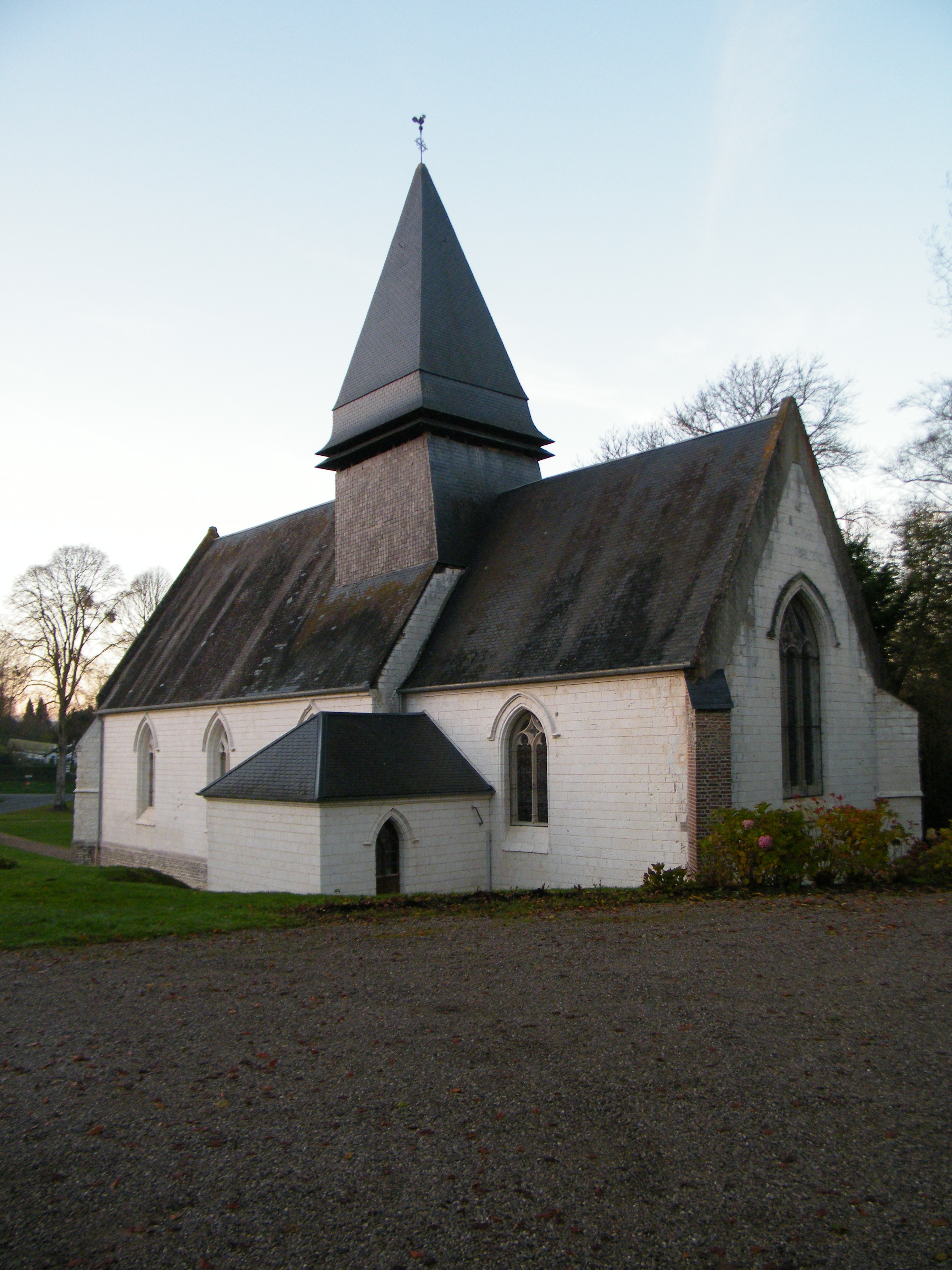

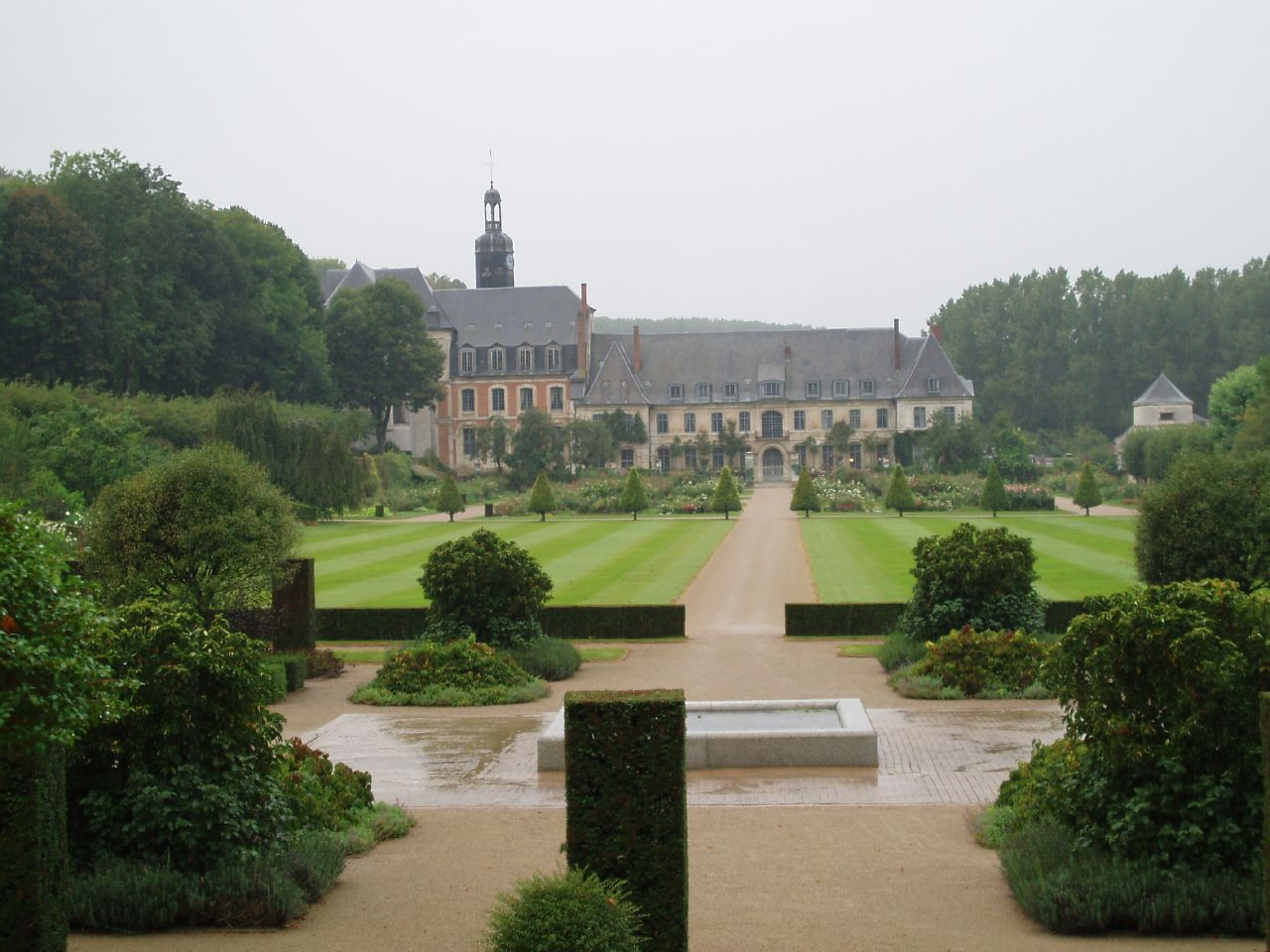
Abadia de Valloires

El 2007 la població en edat de treballar era de 141 persones, 89 eren actives i 52 eren inactives. De les 89 persones actives 80 estaven ocupades (45 homes i 35 dones) i 9 estaven aturades (3 homes i 6 dones). De les 52 persones inactives 20 estaven jubilades, 17 estaven estudiant i 15 estaven classificades com a «altres inactius».

### Ingressos
El 2009 a Argoules hi havia 105 unitats fiscals que integraven 249 persones, la mediana anual d'ingressos fiscals per persona era de 15.799 €.

### Activitats econòmiques
Dels 9 establiments que hi havia el 2007, 1 era d'una empresa alimentària, 1 d'una empresa de transport, 2 d'empreses d'hostatgeria i restauració, 1 d'una empresa immobiliària, 1 d'una empresa de serveis, 2 d'entitats de l'administració pública i 1 d'una empresa classificada com a «altres activitats de serveis».
Dels 2 establiments de servei als particulars que hi havia el 2009, 1 era un paleta i 1 restaurant.
L'any 2000 a Argoules hi havia 6 explotacions agrícoles.

## Poblacions més properes

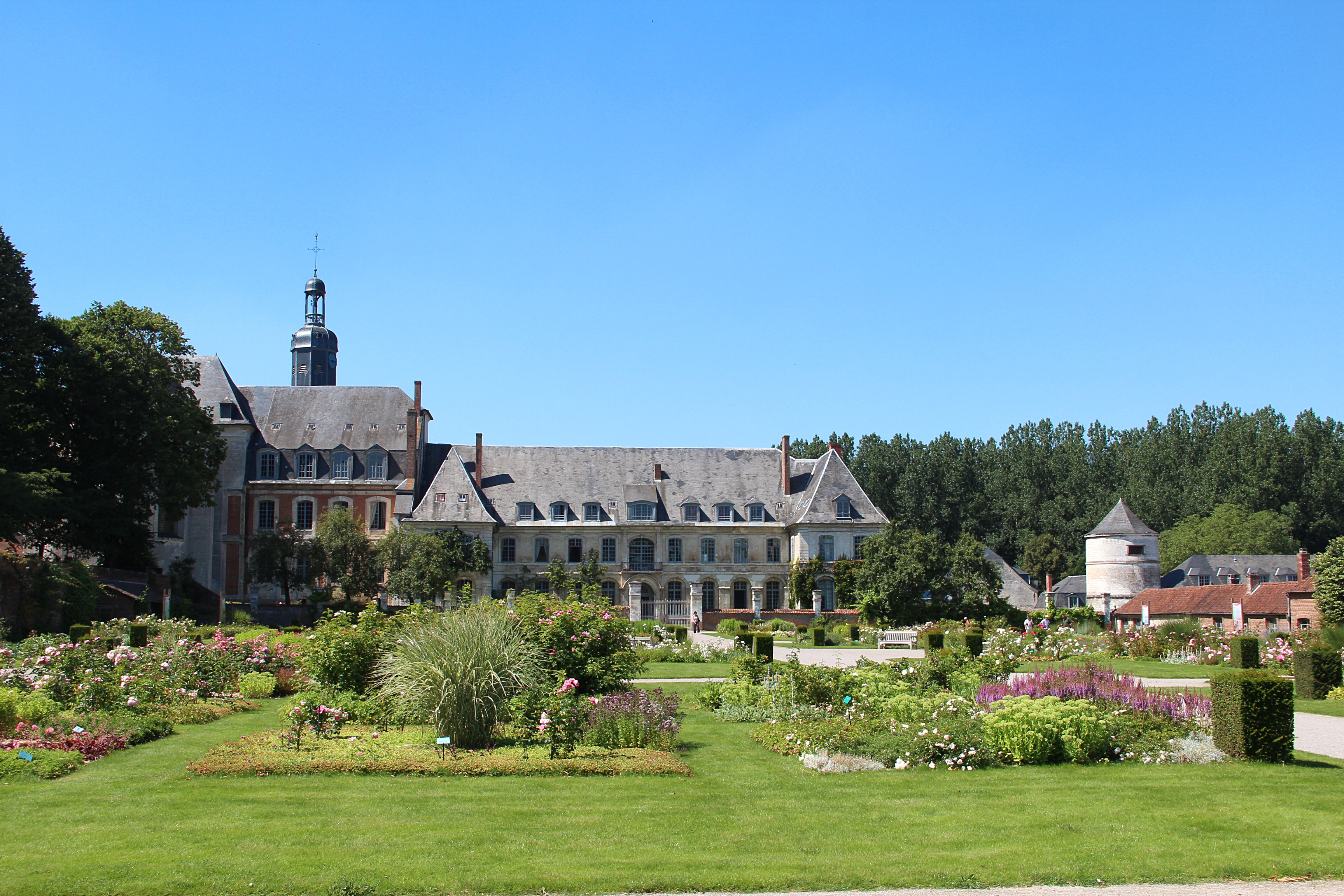
Abadia

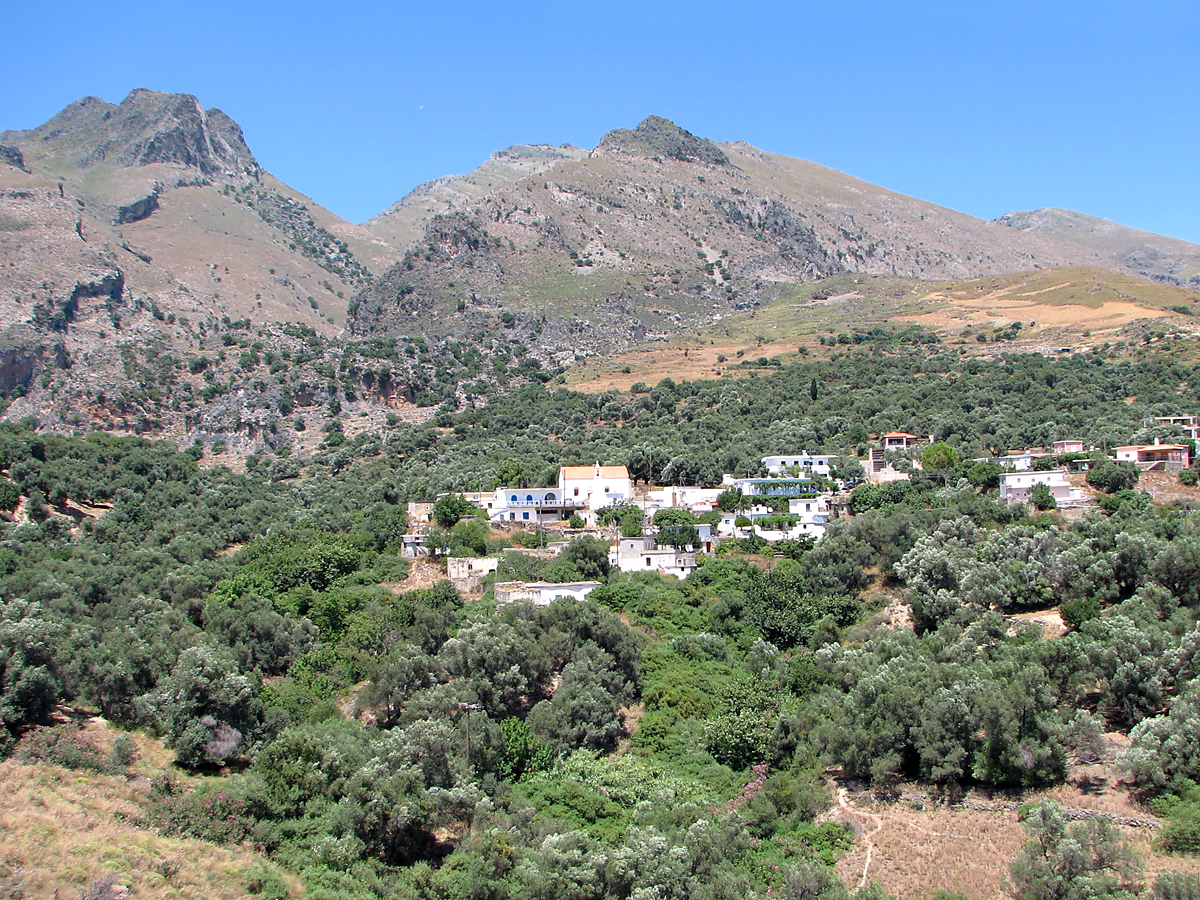

El següent diagrama mostra les poblacions més properes.